# Classica di San Sebastián femminile
La Classica di San Sebastián femminile (Eu.: Donostia San Sebastian Klasikoa) è una corsa in linea femminile di ciclismo su strada che si svolge in Spagna, nella comunità autonoma dei Paesi Baschi. Organizzata per la prima volta nel 2019, viene inclusa nel Calendario internazionale femminile UCI come corsa di categoria 1.1; dal 2021 diventa prova dell'UCI Women's World Tour. L'edizione 2020 non venne svolta a causa della pandemia di COVID-19. La competizione ricalca l'omonima corsa maschile.

## Albo d'oro
Aggiornato all'edizione 2021.
| Anno | Vincitrice                                       | Seconda                                          | Terza                                            |
| ---- | ------------------------------------------------ | ------------------------------------------------ | ------------------------------------------------ |
| 2019 | Lucy Kennedy                                     | Janneke Ensing                                   | Pauliena Rooijakkers                             |
| 2020 | non disputata a causa della pandemia di COVID-19 | non disputata a causa della pandemia di COVID-19 | non disputata a causa della pandemia di COVID-19 |
| 2021 | Annemiek van Vleuten                             | Ruth Winder                                      | Tatiana Guderzo                                  |

## Statistiche

### Vittorie per nazione
Aggiornato all'edizione 2021.
| Pos. | Nazione     | Vittorie |
| ---- | ----------- | -------- |
| 1    | Australia   | 1        |
| 1    | Paesi Bassi | 1        |